# Buenaventura (álbum)
Buenaventura es el nombre del cuarto álbum de estudio realizado por el grupo musical mexicano Pandora bajo la producción de la casa disquera EMI Capitol de México. Fue lanzado al mercado en agosto de 1988 en formato LP y casete a través de una serie de conciertos en el  Teatro de la Ciudad en la Ciudad de México.
Este disco, a comparación de sus tres anteriores, lo realizan con un nuevo equipo de producción asignado por su casa disquera, en el cual participan personas con los que ya habían trabajado como J. R. Florez pero trabajan con nuevas personas en cuestión de arreglos musicales, arreglistas y dirección. Junto a este nuevo equipo de trabajo y tratando de darle un aire fresco y renovado a su producción, la casa discográfica decide dar un cambio a la imagen del grupo, renovando el vestuario y apariencia de las tres integrantes para la etapa de promoción.

## Antecedentes
A finales de la década de los 80's, el mundo musical en México se encontraba en pleno cambio, esto debido a las nuevas propuestas musicales surgidas desde América del Sur las cuales llegaban al país revolucionando y generando nuevos conceptos.  Los jóvenes se acercaban mucho más a las nuevas propuestas que la ola "Rock en tu idioma" ofrecía con nuevos grupos musicales teniendo los mayores éxitos comerciales.
Las compañías de discos estaban pendientes de esto y canalizaban sus mayores producciones hacia la generación de nuevos grupos junto con su promoción bajo esta corriente de rock.  Los grupos románticos y baladistas se vieron afectados por estos cambios que, aunque lograban colocar sencillos exitosos en radio y televisión, no alcanzaban a tener éxitos de ventas.
Gracias a su tercera producción, el grupo Pandora logró la consolidación como la mejor opción de música romántica del país, tanto como grupo como la forma de interpretación de cada una de sus integrantes, esto debido a la alta calidad y la tesitura musical que lograban alcanzar en cada uno de sus temas en cada una de sus interpretaciones tanto grabadas como en vivo.  Para inicios del año 1988 el grupo ya era reconocido tanto por el público de todo Latinoamérica, los críticos musicales y por las personas internas del medio musical.
A principios de 1988, EMI Capitol asignó a un nuevo equipo de producción para la realización del cuarto álbum del grupo, y para lograr un mayor éxito comercial, se planeó darle un toque mucho más pop, dejando un poco atrás la balada romántica. Para esto, se comenzaron a analizar canciones de nuevos autores y se seleccionaron temas más rítmicos dentro del pop.
Para abril de 1988, EMI Capitol lanza el álbum Erase una vez dirigido al público infantil para festejar el día del niño donde el grupo participa con el tema "Ay, ay, ay, ay", de cual se realizó un vídeo para su difusión.
Igualmente, participaron en una campaña de temas de importancia para la sociedad en donde estuvieron artistas como: Yuri por la Salud, Tatiana contra las Drogas, Fandango a favor de la Ecología, Daniela Romo a favor de la Educación, y Pandora participó con el tema "No perdamos el tiempo" a favor de los documentos importantes como el pasaporte, la licencia de manejo, entre otros.

## Realización
Para finales de la primavera del año 1988, las tres integrantes del grupo entran nuevamente al estudio de grabación para realizar lo que sería su cuarto álbum. Pero ahora, bajo la dirección y producción de J. R. Florez, que ya había colaborado con el grupo pero solo como autor y arreglos en pasadas producciones.
Se seleccionaron temas de autores como Pablo Pinilla y Frank Quintero, y por esta ocasión, las integrantes comenzaron a involucrarse en las letras de algunas canciones.  También seleccionaron temas de autores con los que ya habían trabajado como Difelisatti y José Ramón Florez.

## Promoción
A finales del mes de agosto de 1988, y repitiendo el estilo de lanzamiento de sus anteriores placas, el grupo Pandora presentó a los medios de comunicación como a su público y seguidores más cercanos, los temas de su cuarto disco, a través de una serie de conciertos en el Teatro de la Ciudad en el centro de la Ciudad de México; Los conciertos se realizaron del día 25 al 28 de agosto.
Para la promoción de este material, EMI Capitol de México junto al equipo de producción asignado para el álbum, deciden realizar un cambio de imagen para las integrantes en base al comportamiento individual de cada una, tomando un estilo europeo basado en sacos anchos, sombreros y guantes, enfatizando peinados y maquillaje menos femeninos.
Como punta de lanza en radio y televisión se promocionó el sencillo “Atrapada” y le siguió el tema pop “Hay que empezar desde abajo”.  El cambio de look afectó la promoción inicial del álbum, ya que el público ya tenía identificado al grupo con imágenes suaves y femeninas. Los sencillos funcionaron bien pero no lograron disparar las ventas del álbum. Para el tercer sencillo, Pandora retoma su imagen tradicional, romántica y femenina, en cada una de sus integrantes y logran colocarse en los primeros lugares de las listas de popularidad con el sencillo "No puedo dejar de pensar en ti" el cual apoyaron con un video clip bajo la dirección de Pedro Torres.
El trío se presenta en diversos programas de televisión y radio, así como en diversos conciertos por todo el país.  A finales del año 1988, emprenden una gira por algunos países de Sudamérica para promocionar este álbum y recuperar la posición del grupo en las listas musicales.
En febrero de 1989 realizan una participación especial en un programa de Televisa conmemorando el día de amor y la amistad con el tema “Tu cariño”; además son invitadas a conducir el programa de TV Sin Límite, donde tuvieron como invitados tuvieron al cantante Napoleón, Sasha Sokol, y la conductora Gloria Calzada.  El programa tuvo una corta duración debido a que no tuvo éxito.

## La despedida de Fernanda Meade
A inicios de la primavera de 1989, ejecutivos de la misma empresa disquera, EMI Capitol, junto al productor musical Jorge Berlanga, ofrecen a una integrante del grupo, Fernanda Meade, la oportunidad de lanzarla como solista.  Fernanda, estudia la propuesta que finalmente acepta, pero pactando cumplir con todos los compromisos de promoción que ya tenía pactados con el grupo para Buenaventura.
Como últimos sencillos del álbum se lanzan los temas “Buenaventura” y “Basta enamorarse nuevamente”, de los cuales, se realizó un videoclip del segundo, el cual seria el último junto a Fernanda en la década de los 80s. 
Finalmente, el 14 de mayo de 1989, el grupo anuncia la salida de Fernanda a los medios presentándose en el programa musical televisivo Siempre en Domingo, terminando así la etapa de promoción de este álbum.

## Recepción y premios
El álbum obtuvo muy buenas críticas en cuestión de la realización y calidad vocal, pero desafortunadamente no tuvo el éxito comercial de sus anteriores álbumes, debido a los cambios en el mercado musical a finales de la década de los 80's y al desafortunado cambio de estilo con el que buscaban adaptarse a los nuevos ritmos que confundió a sus seguidores.
La calidad y cuidado de cada uno de sus temas le valió el reconocimiento por la industria convirtiendo este LP en el de mayor calidad y de mayor fuerza interpretativa que el grupo había grabado, por lo tanto se convirtió en uno de los álbumes favoritos del trío y de sus seguidores más cercanos.  
Comparándolo con sus tres álbumes anteriores, los cuales alcanzaron ventas de más de 1 millón de unidades en México, este álbum si obtuvo  Disco de Oro, no logrando el éxito que se deseaba pero, gracias a la calidad y el poder de cada uno de sus temas se convirtió en un álbum de colección para sus aficionados, ya que por sus bajas ventas es difícil encontrarlo en la actualidad, aun cuando fue relanzado en 1999 como parte de la celebración de sus primeros 14 años de trayectoria.

## Videos
- Atrapada
- No puedo dejar de pensar en ti
- Basta enamorarse nuevamente

## Lista de canciones
| N.º | Título                                          | Escritor(es)                                                   | Duración |  |
| 1.  | «Hay que empezar desde abajo»                   | J. M. Purón                                                    | 4:03     |  |
| 2.  | «Sin ti»                                        | Pandora/Pablo Pinilla                                          | 2:53     |  |
| 3.  | «Atrapada»                                      | Kiko Campos / Fernando Riba                                    | 3:25     |  |
| 4.  | «Reflejos»                                      | Frank Quintero                                                 | 4:14     |  |
| 5.  | «Amor canalla»                                  | Difelisatti / J.R. Florez                                      | 4:10     |  |
| 6.  | «No puedo dejar de pensar en ti»                | De Florez / C. Valle / De Florez                               | 3:57     |  |
| 7.  | «Basta enamorarse nuevamente»                   | De Florez / Ceroni / De Florez                                 | 3:36     |  |
| 8.  | «Flor de verano»                                | De Florez / Ceroni / De Florez                                 | 3:36     |  |
| 9.  | «Los escalofríos no mienten "Chills Never Lie"» | Spiro / Bruss / Schless, Adapt.: J.R. Florez                   | 3:38     |  |
| 10. | «Buenaventura»                                  | De Florez / Ceroni                                             | 3:28     |  |
| 11. | «Tiempo al tiempo "Time and Tide"»              | B. Trze / Trze Lewska / D. White, Adapt.: J.R. Florez, Pandora | 4:11     |  |

## Créditos
El álbum es una Producción de EMI Capitol de México realizado en 1988:
- Realizada y dirigida por J. R. Florez y Loris Ceroni
- Productor ejecutivo: Miguel Blasco.
- Arreglos y dirección: Loris Ceroni
- Ingenieros de sonido: Loris Ceroni (Bases), J. A. Álvarez (Voz y Mix) y Julio Bustamante (Gritos y Susurros).
- Diseño de imagen: Gabriela Diaque
- Maquillaje: Teresa Infante
- Fotos: Enrique Badulescu
- Diseño: Diosdado y Sears